# بطولة العالم للبياثلون
بطولة العالم للبياثلون (بالإنجليزية: Biathlon World Championships)‏ وهي بطولة بدأت في سنة 1958 وأقيمت أول منافسات لها في مدينة سالفيلدن في النمسا ومنافساتها تقام للرجال والنساء في كل سنة ويشارك بها أقوى لاعبي بياثلون من كُل أنحاء العالم الأوربيون هم الأقوى في هذه الرياضة وأكثر دولة فازت في المداليات الذهبية في هذه المسابقة هي النرويج وثُم تليها ألمانيا.